# Johann II. (Kastilien)

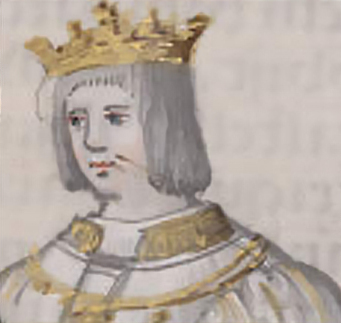
Mittelalterliches Porträt Johanns II.

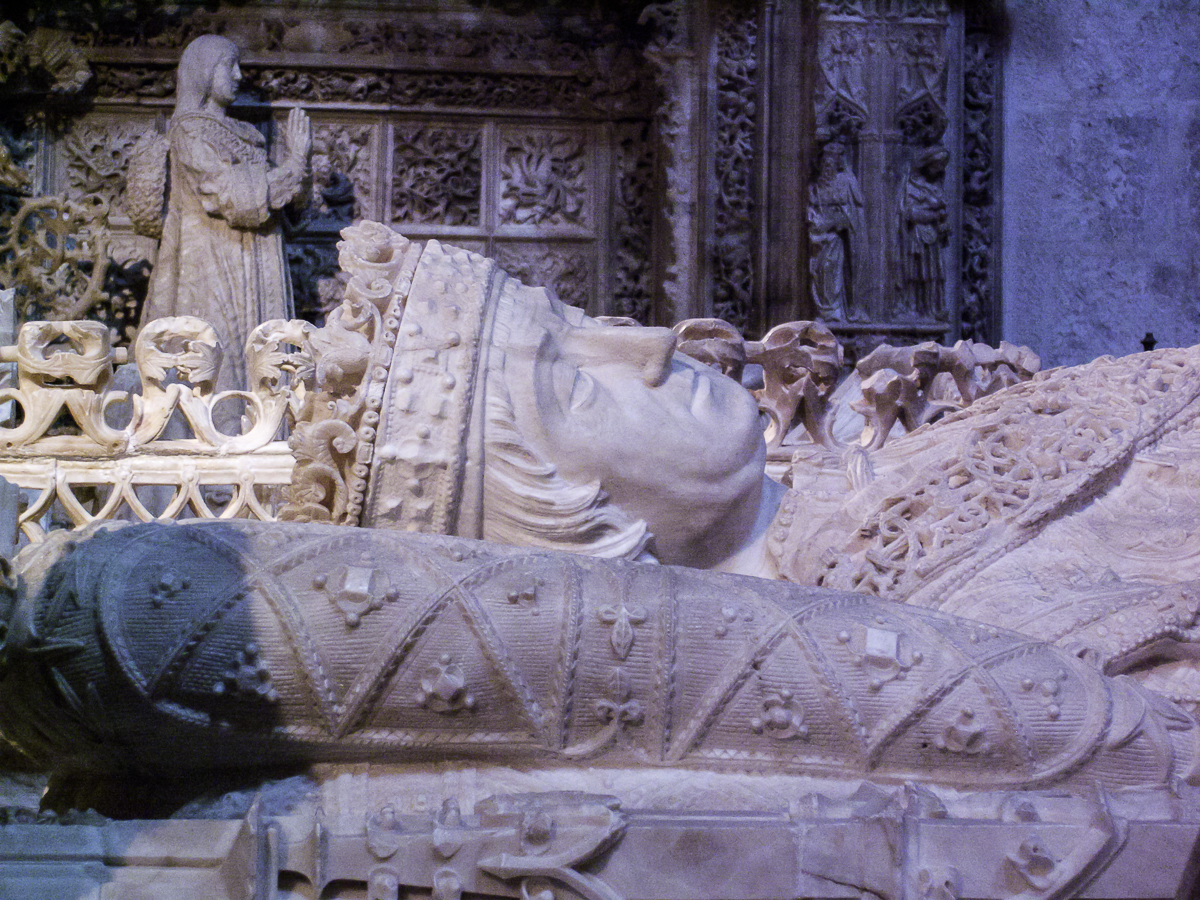
Gil de Siloé – Doppelgrabmal Johanns II. von Kastilien und Isabellas von Portugal in der Cartuja de Miraflores bei Burgos

Johann II. von Kastilien (* 6. März 1405 in Toro; † 20. Juli 1454 in Valladolid) war von 1406 bis zu seinem Tode König von Kastilien und León.

## Leben
Johann war der Sohn von Heinrich III. und dessen Frau Katharina von Lancaster, Tochter von John of Gaunt, 1. Duke of Lancaster und Konstanze von Kastilien. Er folgte seinem Vater am 25. Dezember 1406 im Alter von 22 Monaten nach. Während seiner Minderjährigkeit führten seine Mutter und sein Onkel Ferdinand, damals Herzog von Peñafiel, die Regierungsgeschäfte. Diese Doppelregentschaft gestaltete sich sehr konfliktreich und spaltete das Land in zwei Lager. Nachdem Ferdinand im Jahr 1416 und Katharina 1418 gestorben waren, setzte der Erzbischof von Toledo, Sancho de Rojas, durch, dass der König im Jahr 1419 anlässlich seiner Hochzeit mit Maria von Aragonien für volljährig erklärt wurde und offiziell die Macht übernahm.
Seine Regentschaft stand von Anfang an unter dem Zeichen der Konfrontation mit dem heimischen Adel. Zu seinen Gegnern zählten auch die Söhne seines Onkels, die Infantes de Aragón, darunter Johann von Aragon, seit 1425 durch Ehe mit Königin Blanca iure uxoris König von Navarra. Erst um das Jahr 1430 gelang es ihm, sich mit Hilfe seines Günstlings Álvaro de Luna gegen Ferdinands Söhne durchzusetzen. Nach einem Sieg Johanns gegen das Emirat von Granada in der Schlacht von La Higueruela (1431) wurde ein kurzfristiger Frieden durch die Ehe von Johanns Sohn Heinrich mit Bianca von Navarra (auch Blanka von Aragon genannt), der Tochter seines Konkurrenten, bestätigt. Diese Ehe wurde jedoch nie vollzogen und später aufgelöst. Erst im Jahr 1445 gelang de Luna ein entscheidender Sieg, der jedoch die Thronstreitigkeiten und Aufstände der verschiedenen Adelsparteien nur kurzzeitig beendete.
Trotz seiner Regierungszeit von insgesamt 49 Jahren war Johann ein schwacher König, der maßgeblich unter dem Einfluss de Lunas stand; dies fand sein jähes Ende, als Johanns zweite Ehefrau Isabella, Tochter des portugiesischen Prinzen Johann, eine Verschwörung zu seinem Sturz unterstützte, an der vermutlich auch Johann von Aragon beteiligt war. Im Jahr 1453 wurde de Luna hingerichtet. Johann starb ein Jahr später und hinterließ ein zerrissenes und finanziell ruiniertes Land.

## Nachkommen
Aus der erste Ehe (1419 bis 1445) mit Maria von Aragon (1396–1445), Tochter von Ferdinand I. von Aragón:
- Heinrich IV. der Unvermögende (* 5. Januar 1425; † 11. Dezember 1474)

Aus der zweiten Ehe (1447 bis 1454) mit Isabella von Portugal (1428–1496):
- Isabella (* 22. April 1451; † 26. November 1504), die als Isabella die Katholische in die Geschichte einging
- Alfons (* November 1453; † 5. Juli 1468)